# Andrzej Mania
Andrzej Stefan Mania (ur. 21 sierpnia 1949 w Kielcach) – polski politolog, specjalista w problematyce Stanów Zjednoczonych, w latach 2008–2016 prorektor Uniwersytetu Jagiellońskiego.

## Życiorys
Ukończył studia historyczne na Uniwersytecie Jagiellońskim w 1972, doktoryzował się  w 1975, habilitację uzyskał w 1983, profesor od 1993.  Na uczelni pełnił następujące funkcje: wicedyrektora Instytutu Nauk Politycznych UJ ds. dydaktycznych (1985–1988), prodziekana Wydziału Prawa i Administracji UJ ds. studiów stacjonarnych (1990–1996), dyrektora Instytutu Nauk Politycznych UJ (1996–1999), organizatora i pierwszego dziekana Wydziału Studiów Międzynarodowych i Politycznych UJ (2000–2002), organizatora i pierwszego dyrektora Instytutu Amerykanistyki i Studiów Polonijnych UJ (2005–2008). Członek licznych towarzystw naukowych (np. wiceprzewodniczący zarządu Polskiego Towarzystwa Studiów Międzynarodowych). Prorektor ds. dydaktyki UJ w latach 2008–2016.
Został członkiem m.in.: Komitetu Nauk Politycznych PAN na kadencję 2020–2023, Państwowej Komisji Akredytacyjnej (2002–2007). W 2016 został członkiem korespondentem, w 2022 członkiem czynnym Polskiej Akademii Umiejętności.

## Publikacje
- Department of State 1789–1939. Pierwsze 150 lat udziału w polityce zagranicznej USA, Kraków 2011
- Détente i polityka Stanów Zjednoczonych wobec Europy Wschodniej styczeń 1969–styczeń 1981, Kraków 2003
- Historia dyplomacji polskiej, Tom VI 1945–1989 rozdziały za lata 1947–1955, Warszawa 2010

## Odznaczenia
- Krzyż Kawalerski Orderu Odrodzenia Polski (2003)[6]
- Medal Komisji Edukacji Narodowej (1993)[7]
- Srebrny Medal „Plus ratio quam vis” UJ (2022)[8]